# Skip Beat! (série de televisão)
Skip Beat! (chinês tradicional: 華麗的挑戰) é uma série de televisão taiwanese baseada no mangá do mesmo nome escrito por Yoshiki Nakamura.

## Sinopse
Gong Xi (Ivy Chen) desiste da sua chance de entrar em uma universidade para apoiar seu amigo de infância, Bu Po Shang (Donghae), em sua carreira para se tornar um ídolo pop. Assim, muda-se para Taipei, onde começa a trabalhar em diversos empregos para ajudar Shang, que se torna uma celebridade rapidamente. Porém, um dia, Gong Xi pega o garoto dando em cima da empresária dele e descobre que ele estava apenas lhe usando para pagar suas despesas.
Traída e de coração partido, Gong Xi jura se vingar de Bu Po Shang. A forma que ela encontra para fazer isso é se tornar uma estrela maior que ele. Então, faz audições para a agência de talentos chamada L.M.E. e se junta ao novo departamento "Love Me" junto com Jiang Nanqin (Bianca Bai). Essa agência também é a do famoso ator Dun Helian (Siwon). Ele não gosta das razões que levaram Gong Xi a entrar no mundo do show business e, por causa disso, sempre que possível está a irritando.
Assim que a carreira de atriz de Gong Xi começa a decolar, ela começa a descobrir quem realmente é e o seu verdadeiro propósito. Com o tempo, ela percebe que está atuando porque realmente gosta daquilo, e não por uma vingança. E é por causa disso que, aos poucos, Dun Helian se apaixona por ela.

## Elenco
- Ivy Chen como Gong Xi (宮囍)
- Siwon como Dun Helian (敦賀蓮)
- Donghae como Bu Po Shang / Shang Jieyong (不破尚 / 尚介勇)
- Bianca Bai como Jiang Nan Qin (江南琴)
- Charge Pu como Shen Deyuan (椹德元)
- King Chin como Du Jin (杜金)
- Ada Pan como Yangyang (鴦鴦)
- Allen Chao como Luo Li (羅利)
- Frances como Maria (瑪麗亞)
- Ko Yu-luen como Diretor Xin Huan (新垣導演)
- Lo Bei-an como Diretor Hei Long (黑龍導演)
- Li Yi Jin como Liuli'er (琉璃兒)
- Angus Chang como Fei Lihua (費梨花)
- Cindy Sung como Kuang Meishen (鄺美森)
- Jessie Zhang como Xu Yongchun (徐永春)
- Chang Shao-huai como Diretor Xu Fang (旭方導演)
- Ke Shu-qin como Qing Jie (晴姐)
- Cherry Hsia como Yi Mei (逸美)
- Willy Tsai como Sapphire (藍寶石)
- Xiao Bing como Emerald (綠寶石)
- Liu Guoshao como Ruby (紅寶石)
- Fu Xiancheng como Lin Ying (林鷹)
- Wu Min como Shangguan Junzi (上官君子)
- Chen Bozheng como Boss (老板)
- Ge Lei como Esposa de Boss (老板娘)
- Tsai Yi-chen como Wanzi (丸子)
- Tang Zhi-wei como Shang Pengtang (尚朋棠)
- Yumi Kobayashi como Mãe de Bu Po Shang
- Xie Qiong Nuan como Mãe de Gong Xi

## Trilha sonora
A trilha sonora de Skip Beat! (chinês tradicional: 華麗的挑戰電視原聲帶) foi lançada em 24 de fevereiro de 2012 pela Avex Taiwan. O álbum contém dez canções, sendo duas delas instrumentais. O tema de abertura da série é "S.O.L.O." por Super Junior-M e o encerramento é "That's Love" por Donghae (com Henry).
| N.º | Título                         | Compositor(es)                                 | Artista                 | Duração |  |
| 1.  | "S.O.L.O." (華麗的獨秀)        | Tim McEwan, Lars Halvor Jensen, Reed Vertelney | Super Junior-M          | 03:35   |  |
| 2.  | "That's Love" (這是愛)         | Chance, DONGHAE                                | Lee Donghae (com Henry) | 03:47   |  |
| 3.  | "Wait" (等你)                  | 盧文韜                                         | A-Lin                   | 04:02   |  |
| 4.  | "Goodbye" (不留紀念)           | 游政豪                                         | Zhou Mi                 | 03:52   |  |
| 5.  | "Future" (未來)                | 游政豪                                         | Roomie                  | 03:35   |  |
| 6.  | "No Reason" (愛你沒有太多理由) | 游政豪, 張簡君偉                               | Baebae Lin              | 03:22   |  |
| 7.  | "One" (一場微醺)               | Lim, Chang Jung                                | Roomie                  | 03:40   |  |
| 8.  | "Hands" (手擁)                 | 周怡君                                         | Shin                    | 05:51   |  |
| 9.  | "That's Love" (instrumental)   |                                                |                         | 02:32   |  |
| 10. | "S.O.L.O." (instrumental)      |                                                |                         | 02:29   |  |

## Transmissão
Como a maioria das produções Gala Television, Formosa Television comprou os direitos para a estréia do drama em seu canal de televisão free-to-air terrestre no domingo, 18 de dezembro de 2011. A rede de cabo GTV vai ao ar o primeiro episódio de sábado, 24 de dezembro de 2011. Operador de cabo StarHub TV de Singapura comprou os direitos para a estréia do drama em sua assinatura do canal de televisão paga em E City simulcast com Formosa Television. Em Hong Kong, TVB comprou os direitos para estrear a versão cantonense em 25 de dezembro de 2011. Skip Beat! é o primeiro drama de Taiwan ter transmissões simultâneas em Hong Kong, República Popular da China e República de Singapura. O canal TVB-82 já foi ao ar a versão anime cantonês-apelidado de Skip Beat! de 1 de fevereiro a 31 de agosto 2010 e retransmitir o anime novamente em 2011. Em fevereiro de 2014, Skip Beat será transmitido na TV filipino via ABS-CBN substituindo Princess Hours no bloco da tarde Kapamilya Gold.
| País / Região    | Rede original                               | Canal original                | Diariamente     | Comece horário | Horário fim | Fuso horário | UTC    | Episódio de estréia               | Episódio final                | Dublagem  | Legenda            |
| ---------------- | ------------------------------------------- | ----------------------------- | --------------- | -------------- | ----------- | ------------ | ------ | --------------------------------- | ----------------------------- | --------- | ------------------ |
| Taiwan           | Formosa Television                          | FTV Main Channel              | Domingo         | 21:40          | 22:50       | TST          | +08:00 | Domingo, 18 de dezembro de 2011   | Domingo, 1 de abril de 2012   | Mandarim  | Chinês tradicional |
| Taiwan           | Gala Television                             | GTV Variety Show              | Sábado          | 22:30          | 23:40       | TST          | +08:00 | Sábado, 24 de dezembro de 2011    | Sábado, 7 de abril de 2012    | Mandarim  | Chinês tradicional |
| China            | Southern Media Corporation                  | Southern Television Guangdong | Sábado          | 19:30          | 20:40       | CST          | +08:00 | Sábado, 7 de janeiro de 2012      | Sábado, 14 de abril de 2012   | Mandarim  | Chinês tradicional |
| Singapura        | StarHub TV                                  | E City                        | Domingo         | 22:00          | 23:10       | SST          | +08:00 | Domingo, 18 de dezembro de 2011   | Domingo, 1 de abril de 2012   | Mandarim  | Inglês             |
| Malásia · Brunei | Media Prima Berhad                          | 8TV                           | Sábado          | 18:30          | 19:40       | MST          | +08:00 | Sábado, 26 de maio de 2012        | Sábado, 1 de setembro de 2012 | Mandarim  | Malaio             |
| Hong Kong        | Television Broadcasts Limited               | TVB-82                        | Sunday          | 20:30          | 21:40       | HKT          | +08:00 | Sunday, 25 de dezembro de 2011    | Sunday, 8 de abril de 2012    | Cantonese | Chinês tradicional |
| Indonésia        | Elang Mahkota Teknologi (Surya Citra Media) | Indosiar                      | Segunda a Sexta | 16:30          | 18:00       | WIB          | +07:00 | Quarta-feira, 25 de abril de 2012 | Quarta-feira, 16 de maio 2012 | Indonésio |                    |
| Indonésia        | Elang Mahkota Teknologi (Surya Citra Media) | Indosiar                      | Segunda a Sexta | 17:30          | 19:00       | WITA         | +08:00 | Quarta-feira, 25 de abril de 2012 | Quarta-feira, 16 de maio 2012 | Indonésio |                    |
| Indonésia        | Elang Mahkota Teknologi (Surya Citra Media) | Indosiar                      | Segunda a Sexta | 18:30          | 20:00       | WIT          | +09:00 | Quarta-feira, 25 de abril de 2012 | Quarta-feira, 16 de maio 2012 | Indonésio |                    |
| Filipinas        | ABS-CBN Corporation                         | ABS-CBN Channel 2             | Segunda a Sexta | 17:15          | 18:00       | PST          | +08:00 | Segunda, 24 de fevereiro de 2014  | TBA                           | Tagalo    |                    |

## Recepção
O primeiro episódio de Skip Beat! recebeu críticas mistas. Gala Television recebido queixas relativas de Dun Helian dublador Kunda, cuja voz de menino é imprópria para tom profundo e constante da Dun Helian e comportamento orgulhoso. Como resultado, Nylon Chen foi contratado para substituir Kunda.

### Ratings
| Episódio | Data de transmissão original | Média | Categoria | Observações |
| -------- | ---------------------------- | ----- | --------- | ----------- |
| 1        | 18 de dezembro de 2011       | 1.35  | #2        |             |
| 2        | 25 de dezembro de 2011       | 1.17  | #2        |             |
| 3        | 1 de janeiro de 2012         | 0.97  | #2        |             |
| 4        | 8 de janeiro de 2012         | 1.18  | #2        |             |
| 5        | 15 de janeiro de 2012        | 1.44  | #2        |             |
| 6        | 29 de janeiro de 2012        | 1.32  | #2        |             |
| 7        | 5 de fevereiro de 2012       | 1.46  | #2        |             |
| 8        | 12 de fevereiro de 2012      | 1.19  | #2        |             |
| 9        | 19 de fevereiro de 2012      | 1.39  | #2        |             |
| 10       | 26 de fevereiro de 2012      | 1.82  | #2        |             |
| 11       | 4 de março de 2012           | 1.75  | #2        |             |
| 12       | 11 de março de 2012          | 1.85  | #2        |             |
| 13       | 18 de março de 2012          | 1.72  | #2        |             |
| 14       | 25 de março de 2012          | 1.50  | #2        |             |
| 15       | 1 de abril de 2012           | 1.85  | #2        |             |